# Jean Butler
Pour les articles homonymes, voir Butler.
Jean Butler est une danseuse de danse irlandaise et actrice née à Mineola dans l'État de New York le 14 mars 1971. Elle est surtout connue pour son travail dans le spectacle Riverdance.

## Biographie
Sa mère est du comté de Mayo en Irlande. Jean commence à faire de la danse irlandaise à l'âge de quatre ans, avec le célèbre et respecté Donny Golden. Elle prend aussi des cours de tap dance et ballet, mais se concentre surtout sur la danse irlandaise. Son talent la fait remarquer très tôt. Elle participe à de nombreux championnats régionaux, nationaux et internationaux de danse irlandaise et travaille avec les groupes de musique irlandaise Green Fields of America et Cherish the Ladies. Elle commence son parcours professionnel avec The Chieftains à Carnegie Hall à l'âge de dix-sept ans et travaille avec eux dans un tour qui la mènera sur trois continents.
Elle étudie à l'université Hofstra et a une licence avec mention en théâtre de l'université de Birmingham en Angleterre. Elle y rencontre Colin Dunne, avec qui elle danse à Mayo 5000.
En 1994, sur demande de la productrice Moya Doherty, elle danse une chorégraphie appelée Riverdance pendant l'entracte de sept minutes de long de l'Eurovision. Le succès fut immédiat et fulgurant, créant de suite un spectacle à part entière, mettant en scène Butler et Michael Flatley en tant que danseurs principaux. Le tour dure un an, au bout duquel Flatley quitte Riverdance pour des disputes contractuelles mutuelles ; six mois plus tard il annoncera la création de son spectacle Lord of the Dance. Butler, peinée par la rupture, continua à danser Riverdance avec Colin Dunne. Ils danseront à Radio City Music Hall, spectacle mis sur DVD. Elle quitta elle aussi le spectacle après plusieurs années.
Elle et Dunne (qui avait entretemps quitté Riverdance aussi) collaborent sur le spectacle Dancing On Dangerous Ground, basé sur la légende irlandaise de Diarmuid et Gráinne. Il débute à Londres en 1999 avec de bonnes critiques. La même année, Butler reçoit le Irish Post Award pour ses « contributions exemplaires à la danse irlandaise ».
Elle a travaillé dans plusieurs films : The Brylcreem Boys, Goldfish Memory, The Revengers Tragedy, et Old Friends.
Elle épouse le designer irlandais Cuan Hanley en 2001.
Elle vient de finir une maîtrise en danse contemporaine, et de 2003 à 2005 elle était Artist in Residence du Irish World Music Centre de l'université de Limerick. En 2005 elle publie un DVD d'enseignement de danse irlandaise, Irish Dance Masterclass with Jean Butler.
En 2004 elle reçoit une commande de l'Irish Arts Council pour créer un spectacle solo ; celui-ci, appelé Does She Take Sugar?, joue la première le 12 avril 2007 au Project Arts Centre de Dublin.
Elle est cojuge (avec Colin Dunne et George Hook) de l'émission de télé réalité Celebrity Jigs 'n' Reels de Radio Telefís Éireann.

## Filmographie
- 2003 Goldfish Memory : Renée
- 2002 Revengers Tragedy : Gloriana
- 1999 Dancing on Dangerous Ground : Grainne
- 1998 The Brylcreem Boys : Mattie Guerin
- 1995 Riverdance: The Show : la danseuse principale